# Campeonato Asiático de Atletismo de 2017 - 400 m masculino
A prova dos 400 metros masculino do Campeonato Asiático de Atletismo de 2017 foi disputada entre os dias 6 e 7 de julho de 2017 no Kalinga Stadium em Bhubaneswar, na Índia. 

## Recordes
Antes desta competição, os recordes mundiais e do campeonato nesta prova eram os seguintes:
|                       | Nome                 | Nacionalidade  | Tempo  | Local          | Data                 |
| --------------------- | -------------------- | -------------- | ------ | -------------- | -------------------- |
| Recorde mundial       | Wayde van Niekerk    | África do Sul  | 43s 03 | Rio de Janeiro | 14 de agosto de 2016 |
| Recorde do campeonato | Sugath Thilakaratne  | Sri Lanka      | 44s 61 | Fukuoka        | 1998                 |
| Recorde asiático      | Yousef Ahmed Masrahi | Arábia Saudita | 43s 93 | Pequim         | 23 de agosto de 2015 |

## Medalhistas
| Ouro                       | Prata              | Bronze                    |
| Muhammed Anas Yahiya (IND) | Arokia Rajiv (IND) | Ahmed Mubarak Salah (OMA) |

## Resultados

### Bateria
Qualificação: 3 atletas de cada bateria  (Q) mais os  4 melhores qualificados (q). 
| Posição | Bateria | Atleta                       | Nacionalidade  | Tempo | Notas |
| ------- | ------- | ---------------------------- | -------------- | ----- | ----- |
| 1       | 2       | Arokia Rajiv                 | Índia          | 46.41 | Q     |
| 2       | 4       | Ahmed Mubarak Salah          | Omã            | 46.51 | Q     |
| 3       | 1       | Dilip Ruwan                  | Sri Lanka      | 46.58 | Q     |
| 4       | 4       | Ismail Mohamed Al-Sabyani    | Arábia Saudita | 46.60 | Q     |
| 5       | 1       | Muhammed Anas Yahiya         | Índia          | 46.70 | Q     |
| 6       | 4       | Quách Công Lịch              | Vietname       | 46.79 | Q     |
| 7       | 2       | Ajith Premakumara            | Sri Lanka      | 46.82 | Q     |
| 8       | 3       | Amoj Jacob                   | Índia          | 47.09 | Q     |
| 9       | 3       | Ali Khadivar                 | Irão           | 47.30 | Q     |
| 10      | 1       | Abdallah Djimet Al-Souleymei | Arábia Saudita | 47.34 | Q     |
| 11      | 3       | Othman Al-Busaidi            | Omã            | 47.36 | Q     |
| 12      | 4       | Badrul Hisyam Abdul Manap    | Malásia        | 47.48 | q     |
| 13      | 1       | Nokar Hussain                | Paquistão      | 47.86 | q     |
| 14      | 4       | Mo Il-hwan                   | Coreia do Sul  | 47.92 | q     |
| 15      | 4       | Lei Zhenhui                  | China          | 47.99 | q     |
| 16      | 3       | Apisit Chamsri               | Tailândia      | 48.21 |       |
| 17      | 2       | Abdulaziz Qarainais          | Kuwait         | 48.31 | Q     |
| 18      | 1       | Davron Atabaev               | Tajiquistão    | 48.54 |       |
| 19      | 4       | Andrey Sokolov               | Cazaquistão    | 48.57 |       |
| 20      | 3       | Grigoriy Derepaskin          | Tajiquistão    | 49.03 |       |
| 21      | 3       | Muhammad Azam Masri          | Malásia        | 49.04 |       |
| 22      | 2       | Abdelrahman Abu Al-Hummos    | Jordânia       | 49.08 |       |
| 23      | 1       | Kumal Som Bahadur            | Nepal          | 49.20 |       |
| 24      | 3       | Hassan Mansour               | Líbano         | 49.35 |       |
| 25      | 1       | Kirill Sarasov               | Quirguistão    | 49.55 |       |
| 26      | 2       | Mazhar Ali                   | Paquistão      | 50.09 |       |
| 27      | 4       | Ahmed Ali                    | Maldivas       | 52.71 |       |
| 28      | 1       | Jantsandorj Ganbold          | Mongólia       | 53.08 |       |
| 29      | 2       | Antônio Lopes                | Timor-Leste    | 53.76 |       |
| 30      | 2       | Mohamed Nasir Abbas          | Catar          | DNS   |       |
| 30      | 2       | Ali Khamis                   | Bahrein        | DNS   |       |
| 30      | 3       | Han Nu-ri                    | Coreia do Sul  | DNS   |       |

### Semifinal

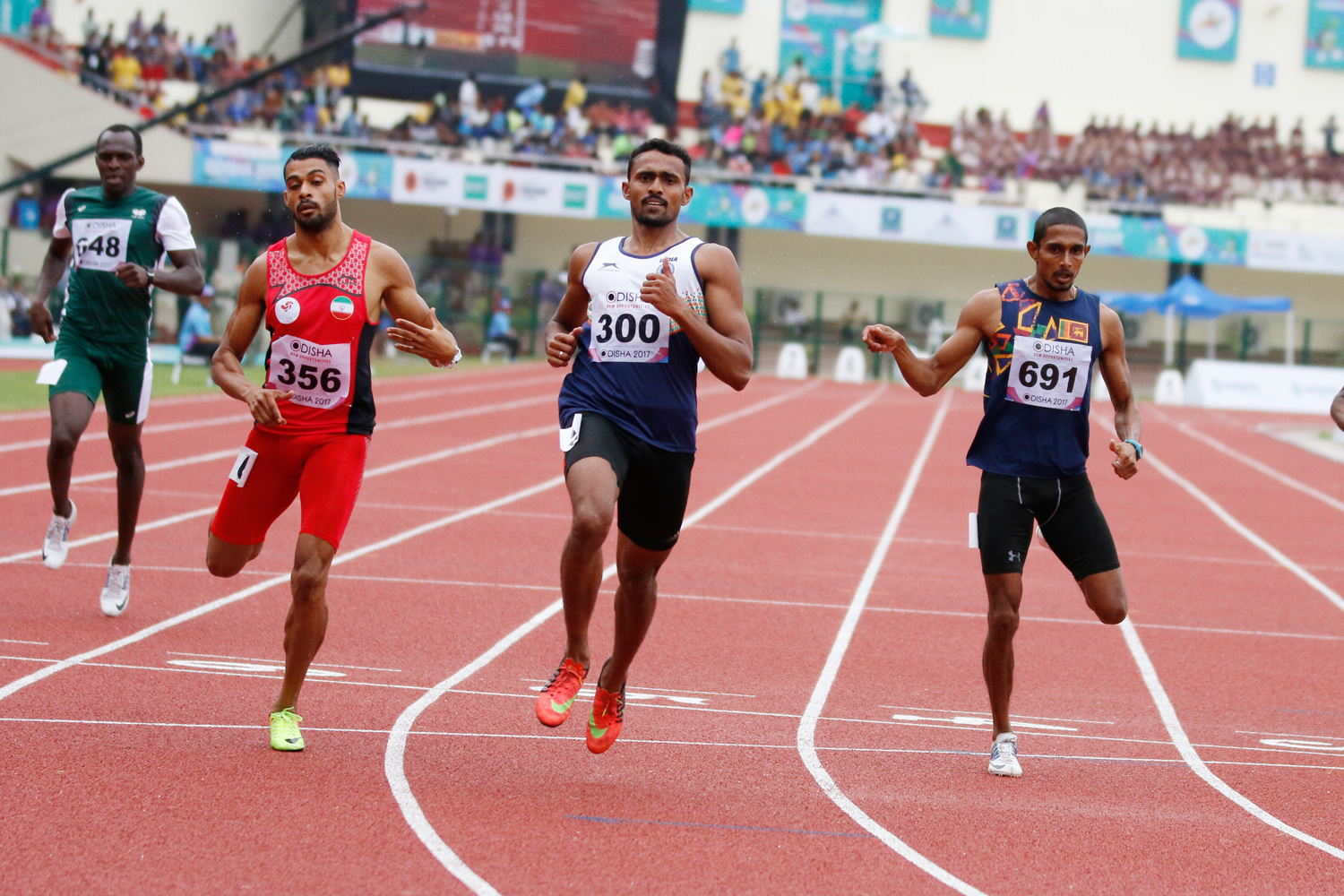
Semifinal 1 em andamento

Qualificação: 3 atletas de cada bateria  (Q) mais os  2 melhores qualificados (q).
| Posição | Bateria | Atleta                       | Nacionalidade  | Tempo | Notas |
| ------- | ------- | ---------------------------- | -------------- | ----- | ----- |
| 1       | 1       | Muhammed Anas Yahiya         | Índia          | 46.15 | Q     |
| 2       | 1       | Ali Khadivar                 | Irão           | 46.24 | Q     |
| 3       | 2       | Quách Công Lịch              | Vietname       | 46.35 | Q     |
| 4       | 2       | Ajith Premakumara            | Sri Lanka      | 46.36 | Q     |
| 5       | 2       | Amoj Jacob                   | Índia          | 46.40 | Q     |
| 6       | 1       | Dilip Ruwan                  | Sri Lanka      | 46.41 | Q     |
| 6       | 2       | Arokia Rajiv                 | Índia          | 46.41 | q     |
| 8       | 1       | Ahmed Mubarak Salah          | Omã            | 46.80 | q     |
| 9       | 1       | Abdallah Djimet Al-Souleymei | Arábia Saudita | 47.15 |       |
| 10      | 2       | Ismail Mohamed Al-Sabyani    | Arábia Saudita | 47.21 |       |
| 11      | 2       | Badrul Hisyam Abdul Manap    | Malásia        | 47.46 |       |
| 12      | 1       | Mo Il-hwan                   | Coreia do Sul  | 47.70 |       |
| 13      | 1       | Othman Al-Busaidi            | Omã            | 47.74 |       |
| 14      | 1       | Nokar Hussain                | Paquistão      | 47.84 |       |
| 15      | 2       | Lei Zhenhui                  | China          | 48.10 |       |
| 16      | 2       | Abdulaziz Qarainais          | Kuwait         | 48.62 |       |

### Final

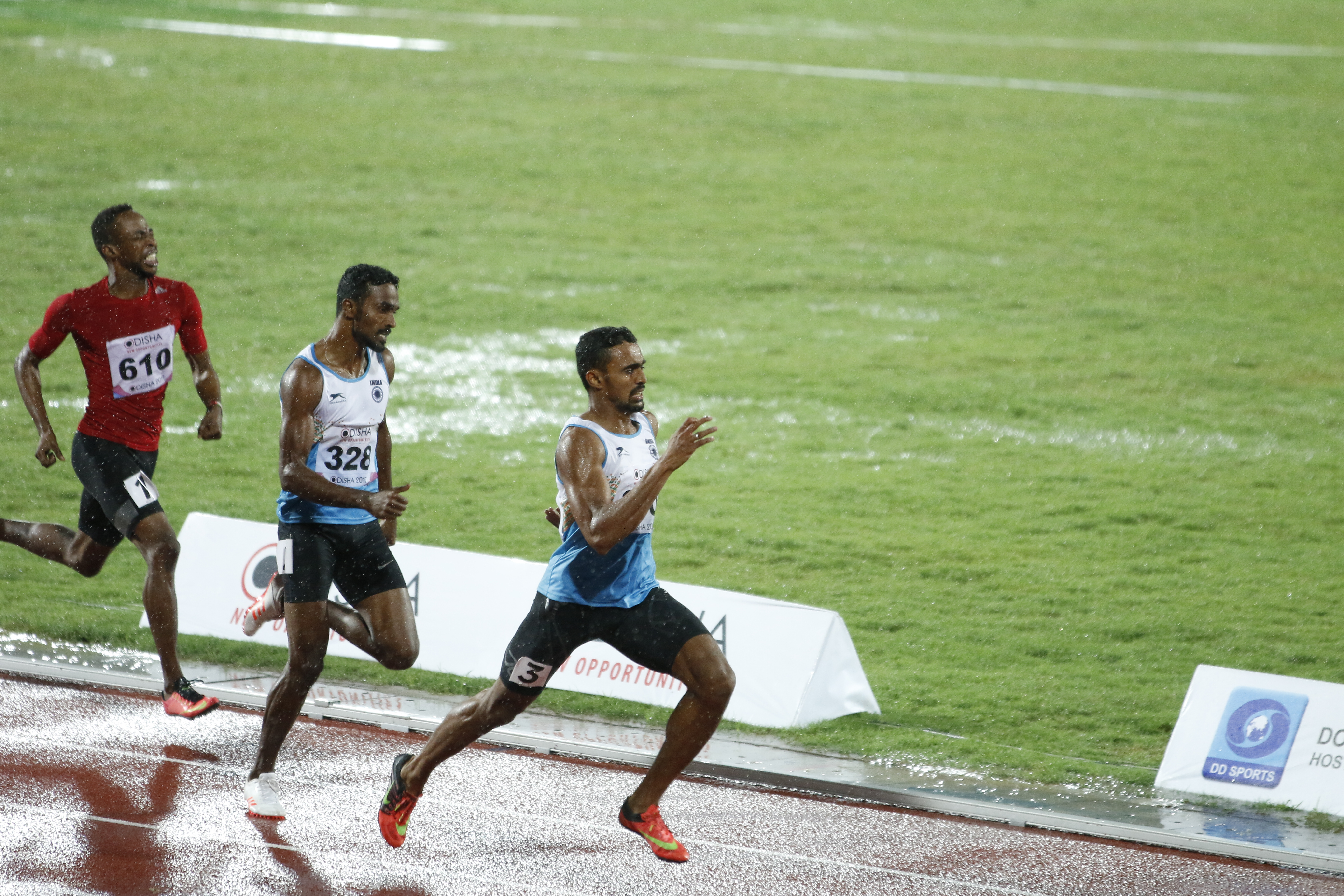
Os três finalistas no final da prova.

| Posição           | Raia | Atleta               | Nacionalidade | Resultados | Notas |
| ----------------- | ---- | -------------------- | ------------- | ---------- | ----- |
| Medalha de ouro   | 3    | Muhammed Anas Yahiya | Índia         | 45.77      |       |
| Medalha de prata  | 2    | Arokia Rajiv         | Índia         | 46.14      |       |
| Medalha de bronze | 1    | Ahmed Mubarak Salah  | Omã           | 46.39      |       |
| 4                 | 7    | Amoj Jacob           | Índia         | 46.49      |       |
| 5                 | 8    | Dilip Ruwan          | Sri Lanka     | 46.50      |       |
| 6                 | 4    | Quách Công Lịch      | Vietname      | 46.51      |       |
| 7                 | 5    | Ali Khadivar         | Irão          | 46.95      |       |
| 8                 | 6    | Ajith Premakumara    | Sri Lanka     | 47.35      |       |

Legenda
| Recorde mundial       | Recorde mundial (World record)               |                       | Recorde africano                      | Recorde africano (African) |                                           | Q | Classificado por posição (Qualified) |
| Recorde do campeonato | Recorde do campeonato (Championship record)  | Recorde da América    | Recorde da América (Americas)         | q                          | Classificado por melhor tempo (Qualified) |   |                                      |
| Melhor marca do ano   | Melhor marca do ano (World leading)          | Recorde asiático      | Recorde asiático (Asian)              | DNS                        | Não largou (Did not start)                |   |                                      |
| Recorde nacional      | Recorde nacional (National record)           | Recorde europeu       | Recorde europeu (European)            | DNF                        | Não terminou (Did not finish)             |   |                                      |
| Recorde pessoal       | Recorde pessoal do atleta (Personal best)    | Recorde da Oceania    | Recorde da Oceania (Oceania)          | DSQ / DQ                   | Desclassificado (Disqualified)            |   |                                      |
| Recorde da temporada  | Recorde da temporada do atleta (Season best) | Recorde sul-americano | Recorde sul-americano (South America) | NM                         | Sem marca (No mark)                       |   |                                      |